# Найу
Найу́ (фр. Nailloux, окс. Nalhós) — коммуна во Франции, находится в регионе Юг — Пиренеи. Департамент — Верхняя Гаронна. Административный центр кантона Найу. Округ коммуны — Тулуза.
Код INSEE коммуны — 31396.

## География
Коммуна расположена приблизительно в 620 км к югу от Парижа, в 32 км к юго-востоку от Тулузы.

## Климат
Климат умеренно-океанический. Зима мягкая и снежная, весна характеризуется сильными дождями и грозами, лето сухое и жаркое, осень солнечная. Преобладают сильные юго-восточные и северо-западные ветры.

## Население
| Год  | Численность | Численность |
| ---- | ----------- | ----------- |
| 1968 | 678         | [ 8 ]       |
| 1975 | 663         | [ 8 ]       |
| 1982 | 730         | [ 8 ]       |
| 1990 | 1026        | [ 8 ]       |
| 1999 | 1237        | [ 8 ]       |
| 2006 | 1917        | [ 8 ]       |
| 2011 | 3173        | [ 8 ]       |
| 2013 | 3478        |             |
| 2015 | 3706        | [ 9 ]       |
| 2016 | 3858        | [ 10 ]      |
| 2017 | 3873        | [ 11 ]      |
| 2018 | 3900        | [ 12 ]      |
| 2019 | 3928        | [ 13 ]      |
| 2020 | 3955        | [ 14 ]      |
| 2021 | 4077        | [ 15 ]      |
| 2022 | 4146        | [ 4 ]       |

## Администрация
| Период | Период | Фамилия      | Партия                  | Примечания               |
| ------ | ------ | ------------ | ----------------------- | ------------------------ |
| 1983   | 2008   | Жорж Мерик   | Социалистическая партия | член генерального совета |
| 2008   | 2020   | Мишель Дютеш | Социалистическая партия |                          |

## Экономика
В 2010 году среди 1930 человек трудоспособного возраста (15—64 лет) 1617 были экономически активными, 313 — неактивными (показатель активности — 83,8 %, в 1999 году было 73,3 %). Из 1617 активных жителей работали 1471 человек (782 мужчины и 689 женщин), безработных было 146 (69 мужчин и 77 женщин). Среди 313 неактивных 79 человек были учениками или студентами, 117 — пенсионерами, 117 были неактивными по другим причинам.

## Города-побратимы
- Канфранк, Испания

## Достопримечательности
- Церковь Св. Мартина (XVII век). Исторический памятник с 1926 года[17]
- Дом Св. Мартина (XVIII век). Исторический памятник с 1985 года[18]
- Фонтан Св. Мевенна

## Фотогалерея

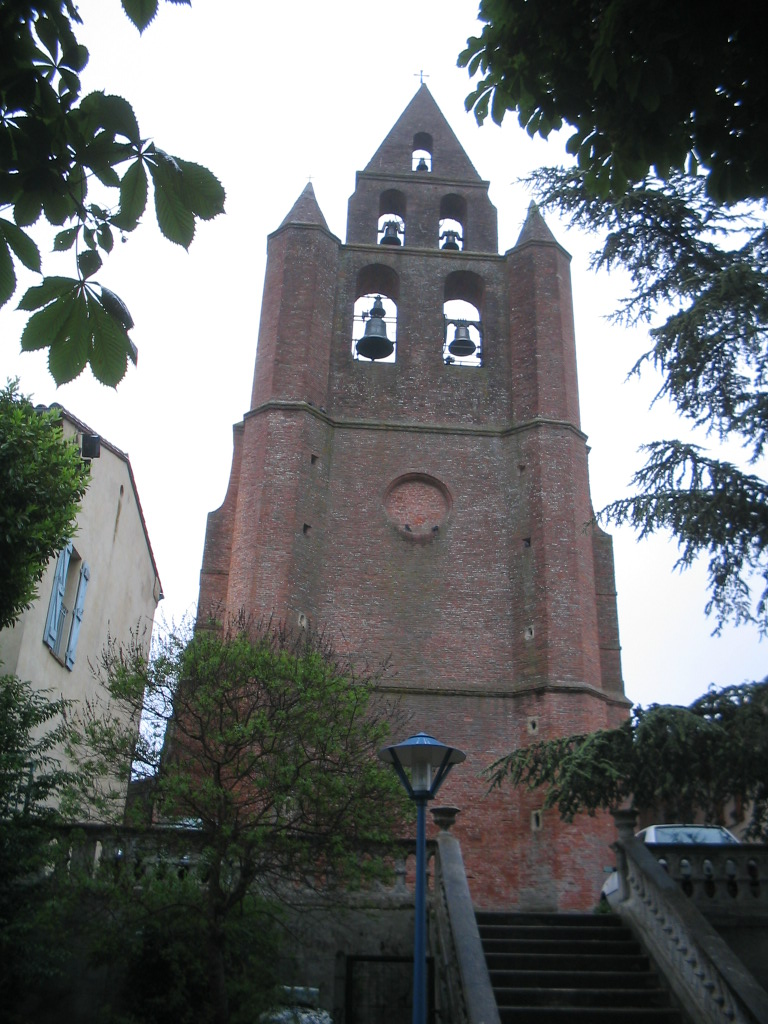
Церковь Св. Мартина
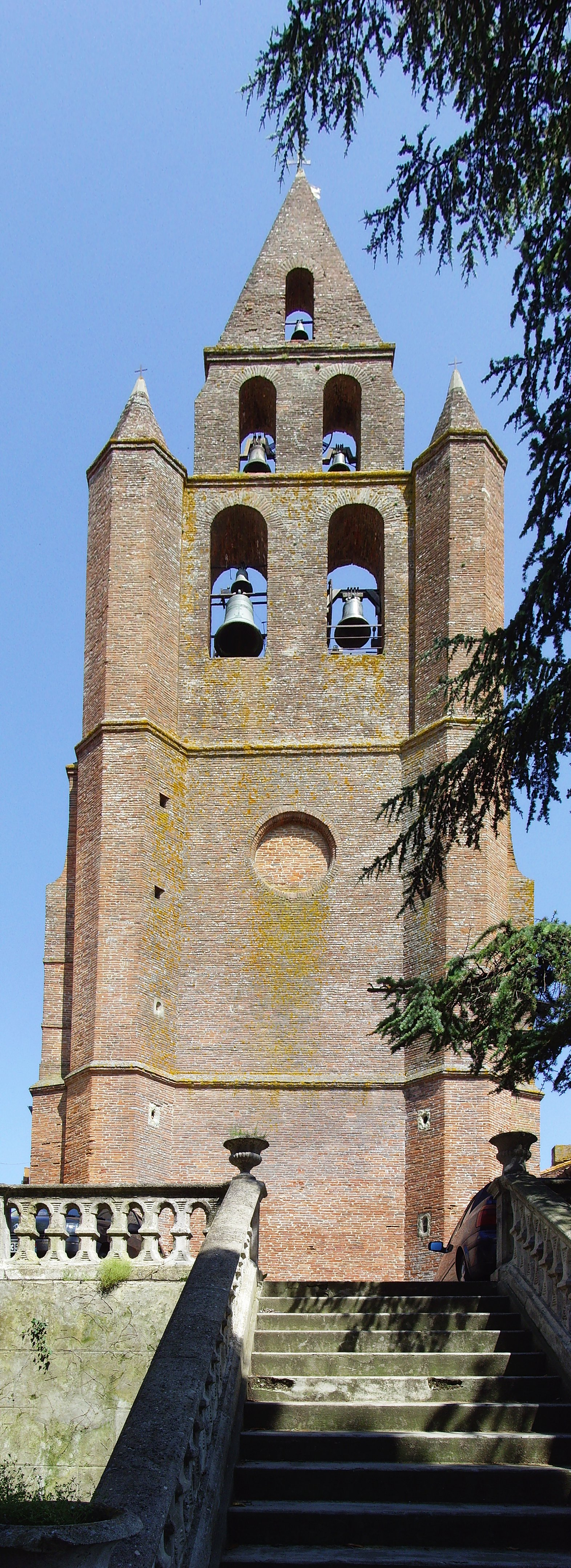
Церковь Св. Мартина
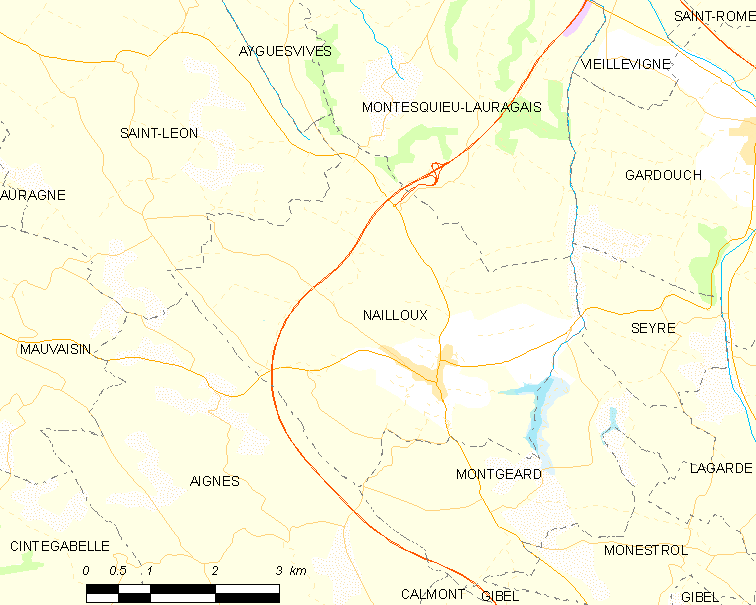
Карта коммуны